# Günter Zehner
Günter Zehner (* 29. August 1923 in Darmstadt; † 21. Juli 2002 in Berlin) war ein deutscher Jurist, Bundesrichter und Vizepräsident des Bundesverwaltungsgerichts.

## Leben
Günter Zehner war der Sohn von Friedrich Zehner, der als städtischer Materialverwalter arbeitete, und dessen Frau Katharina Zehner, geborene Hoffart. Er besuchte ab 1934 das Realgymnasium in Darmstadt, musste die Schule jedoch vorzeitig mit einem Reifevermerk verlassen, da er im April 1941 zur Kriegsmarine einberufen wurde. Ab August 1942 diente er in der U-Boot-Waffe an Bord. Hier erreichte er den Rang eines Oberleutnants zur See. Nach dem Untergang eines U-Boots, auf dem er eingesetzt war, wurde er nach mehrstündiger Seenot als einer von wenigen Überlebenden gerettet. Er geriet später in englische Kriegsgefangenschaft, aus der er im Juni 1947 entlassen wurde.
Nachdem er sein Abitur in einem Sonderlehrgang nachgeholt hatte, nahm er Ende 1948 ein Jurastudium an der Universität Frankfurt auf. Die Staatsprüfungen legte er in den Jahren 1952 und 1955 ab. 1953 wurde er mit seiner Dissertation über Versicherungssumme und Nachlaßinteressenten zum Doktor der Rechte promoviert.
Im Jahr 1956 trat er in den hessischen Justizdienst ein. Nach eineinhalb Jahren Tätigkeit beim Hessischen Justizministerium als Referendar wurde er erst zum Assessor beim Landgericht Darmstadt und dann zum Amtsgerichtsrat am Amtsgericht Bensheim ernannt. Ab 1960 war er zunächst im zweiten und dann im ersten Senat Präsidialrat des Bundesverfassungsgerichts, zuletzt im Rang eines Regierungsrats (bis 1963 Oberregierungsrat, dann Regierungsdirektor). Im ersten Senat pflegte er persönliche Beziehungen zum Gerichtspräsidenten Gebhard Müller, war dessen persönlicher Referent und galt als dessen rechte Hand. In dieser Zeit gab er auch eine zweibändige Dokumentation des vom Bundesverfassungsgericht entschiedenen Fernsehstreits heraus.
1966 wurde er zum Richter am Bundesverwaltungsgericht gewählt. Anfangs gehörte er dem 7. Revisionssenat an, der für das Prüfungsrecht und das Hochschulrecht zuständig ist. Im Oktober 1981 erfolgte seine Ernennung zum Vorsitzenden Richter des 5. Revisionssenats, der sich vorwiegend mit dem Sozialrecht befasst. Am 1. August 1986 wurde er außerdem zum Vizepräsidenten des Bundesverwaltungsgerichts berufen. Ende August 1990 trat der in Berlin Lebende in den Ruhestand.
Anschließend fungierte er trotz angeschlagener Gesundheit noch als Ombudsmann der Treuhandanstalt. Nach langer Krankheit starb Zehner 2002 im Alter von 78 Jahren in Berlin.